# Otto von Bernuth
Otto Friedrich Karl von Bernuth (né le 2 décembre 1816 à Berlin-Friedrichswerder et mort le 20 octobre 1887 à Bonn) est un fonctionnaire prussien. Il est notamment chef de la police à Berlin et président du district de Cologne. Il est également député conservateur de la Chambre des représentants de Prusse.

## Biographie

### Origine
Il est issu de la noble famille von Bernuth et est le fils de Julius August von Bernuth (de) (1782-1857), véritable conseiller gouvernemental principal privé au ministère de l'Intérieur et membre du Conseil d'État prussien, et de Theodora Philippine Jochmus.

### Carrière
Le 30 janvier 1817, il est baptisé à Berlin-Friedrichswerder. Après des études de droit à Bonn et à Berlin, Bernuth entre dans la fonction publique prussienne en 1839 en tant que stagiaire du gouvernement. Depuis 1835, il est membre du corps du Borussia Bonn. Il devient évaluateur du gouvernement à Dantzig en 1843 et s'installe à Coblence en 1846. En 1848, il est nommé administrateur par intérim de l'arrondissement de Liegnitz. La nomination officielle suit deux ans plus tard. Bernuth est chef de la police de Berlin depuis 1862. En 1867, il est nommé président du district de Cologne. Après un débat public en 1884 sur son rôle de chef de la police à Berlin dans le cadre de la tentative d'assassinat d'Otto von Bismarck en 1866, Bernuth est démis de ses fonctions. Il reçoit ensuite l'étoile de l'ordre de la Couronne de 2e classe.
Bernuth est également politiquement actif. De 1849 à 1852 et de 1859 à 1861, il est membre de la faction de droite du comte Karl von Pückler-Burghauß à la Chambre des représentants de Prusse.

### Famille
Il est marié avec Johanna Emilie, née von Graß. De ce mariage est né, entre autres, le général de division prussien Clemens von Bernuth (1848-1922)